# 11251 Icarion
A 11251 Icarion (ideiglenes jelöléssel 1973 SN1) egy kisbolygó a Naprendszerben. Cornelis Johannes van Houten,  Ingrid van Houten-Groeneveld és Tom Gehrels fedezte fel 1973. szeptember 20-án.